# Meister Jakobs IV. von Schottland

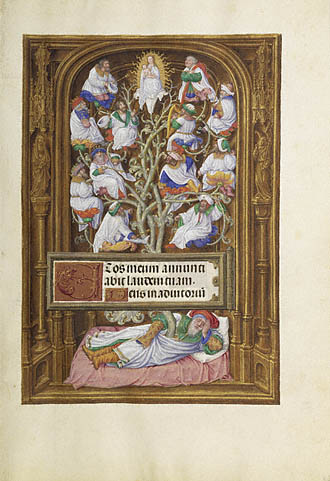
'Meister Jakobs IV. von Schottland': Die Wurzel Jesse, aus dem Spinola-Stundenbuch, Flandern, um 1500

Als Meister Jakobs IV. von Schottland (englisch Master of James IV of Scotland) oder Jakobsmeister wird der wohl flämische Buchmaler bezeichnet, der um 1500 das Porträt von Jakob IV. von Schottland für eine Seite eines Gebetbuchs gemalt hat. Es zeigt diesen König von Schottland mit seinem Namenspatron, dem Heiligen Jakobus dem Älteren. Im Hintergrund ist auf einem Altarbild der Schutzpatron Schottlands, der Apostel Andreas und das Wappen und Motto des Königs zu sehen. Das Porträt ist Bestandteil des in Gent oder Brügge entstandenen Gebetbuchs Jakobs IV. von Schottland und seiner Gemahlin Margaret Tudor, dessen Ausmalung zu den Höhepunkten der Gent-Brügger Buchmalerschule zählt.
Das Gebetbuch befindet sich heute in der Österreichischen Nationalbibliothek in Wien. Es besteht aus mehr als 490 weiteren, teilweise aufwendig und zumeist von anderen Künstlern illuminierten Seiten. Ein im Buch zu findendes Porträt von Margaret Tudor wird jedoch dem Meister selbst zugeschrieben, auch wenn die Farbtöne dieses Bildes etwas weicher sind als das Porträt von James IV. Zwei weitere Miniaturen des Buches sind wohl ebenfalls vom Meister.
Der Maler des Porträts von James wurde ursprünglich mit den Malern Simon Bening oder Gerard Horenbout identifiziert. Mit letzterem wurde er identifiziert, da bekannt ist, dass der Meister Jakobs IV. von Schottland auch einige Tafelbilder geschaffen hatte. Heute wird nach weiterführender Forschung der Meister meist als eigenständige Persönlichkeit anerkannt. Seine Schaffensperiode soll mehr als 40 Jahre betragen haben. Neben seinen eigenen prachtvollen Illuminationen soll seine größere, sehr aktive Werkstatt einige der wichtigsten Buchmalereien seiner Zeit geschaffen haben. Der Meister und seine Mitarbeiter haben mit anderen bedeutenden Buchmalern wahrscheinlich Bilder zu Werken wie zu dem um 1500 entstandenen Spinola-Stundenbuch oder zu dem um 1460 geschaffenen Stundenbuch der Isabella la Catolica beigetragen.